# San José de la Dormida
San José de la Dormida är en ort i Argentina.   Den ligger i provinsen Córdoba, i den centrala delen av landet, 700 km nordväst om huvudstaden Buenos Aires. San José de la Dormida ligger 468 meter över havet och antalet invånare är 3 272.
Terrängen runt San José de la Dormida är lite kuperad, och sluttar brant österut. Runt San José de la Dormida är det mycket glesbefolkat, med 4 invånare per kvadratkilometer.. San José de la Dormida är det största samhället i trakten.
Trakten runt San José de la Dormida består i huvudsak av gräsmarker.